# Samarskiet
Het mineraal samarskiet (of beter: Y-samarskiet) is een yttrium-ijzer-uranium-niobium-tantaal-oxide met de chemische formule Y0,2Za0,3Fe3+0,3U0,2Nb0,8Ta0,2O4. Hierbij staat Za voor zeldzame aardelement, veelal wordt hier cerium (Ce) bedoeld. Het komt in verschillende samenstellingen voor:
- (Y,Ce,U,Fe)3(Nb,Ta,Ti)5O16
- YFe3+Nb2O8
- (Y,Fe3+,U)(Nb,Ta)O4

## Naamgeving
Samarskiet is genoemd naar Vasili Jevgrafovitsj Samarski-Bychovets (1803-1870), de bevelhebber van het korps der mijnbouwkundigen in tsaristisch Rusland. Tevens wordt het element samarium (Sm), dat naar het mineraal werd genoemd, er in aangetroffen.

## Eigenschappen
Het bruine tot zwarte samarskiet heeft een orthorombisch kristalstelsel. Het mineraal komt schijnbaar als massieve eenheden voor, terwijl de habitus eigenlijk prismatisch tot tabulair is. Het breukvlak is conchoïdaal tot subconchoïdaal en vertoont een imperfecte splijting langs het breukvlak [010]. De hardheid is 5 tot 6 op de schaal van Mohs en de relatieve dichtheid bedraagt 5,69 g/cm³.
Samarskiet is niet magnetisch, maar wel zeer sterk radioactief. De gamma ray waarde volgens het API is 1.202.300,20.

## Voorkomen
Samarskiet wordt in pegmatieten aangetroffen.